# Além do Carnaval: a homossexualidade masculina no Brasil do século XX
Além do Carnaval: a homossexualidade masculina no Brasil do século XX é um livro escrito pelo historiador James N. Green e publicado pela University of Chicago Press em 1999. O livro detalha o desenvolvimento das subculturas homosexuais no Rio de Janeiro e em São Paulo, especialmente no que diz respeito aos homens gays. Originalmente publicado em inglês, recebeu uma versão em Português da Editora da UNESP em 2000, e uma terceira e expandida edição em 2022.
Além do Carnaval é o primeiro livro de Green e é amplamente considerado um clássico no campo dos estudos de gênero e sexualidade. Foi seguido por Apesar de vocês: a oposição à ditadura militar nos Estados Unidos em 2010 e “Revolucionario e Gay: A vida extraordinária de Herbert Daniel” em 2018.

## Sinopse
Além do Carnaval aborda a vida da população masculina homosexual no Brasil, especificamente Rio de Janeiro e São Paulo. Green argument que atualmente, homens gays, ainda que gradualmente mais aceitos pela população geral, ainda enfrentam discriminação. Green acredita que focar exclusivamente nos homens gays não apenas nos dá insights sobre um grupo marginalizado, mas também nos permite entender conceitos Brasileiros de masculinidade e feminilidade, comportamentos socialmente aceitos, e valores compartilhados. Estudos médicos, depoimentos de homens presos, autobiografias e entrevistas estão entre as fontes primárias usadas por Green em sua análise da subcultura gay masculina que se desenvolveu nos centros urbanos brasileiros.
Green detalha a história da sociabilidade masculian gay a partir do final do século dezenove. Ainda que haja uma insuficiência geral de fontes, algumas informações podem ser extraídas de documentos policiais. Como a homosexualidae nao era explicitamente ilegal, a polícia brasileira prendia homens que praticavam atividades sexuais com outros homens por violar as leis de indecência e exposiçnao pública ou vadiagem. A maioria dos relatos destas interações aconteceram no final do século vinto no antigo Largo do Rossio, atual Praça Tiradentes, no centro do Rio de Janeiro.
Outra fonte que Green usa para estudar o final do século dezenove é o livro Bom-Crioulo de Adolfo Caminha, publicado em 1895 e que retrata encontros homosexuais de maneira relativamente positiva. Porém, contemporâneos de Caminha criticaram duramente o livro por acobertar práticas imorais, refletindo as atitudes da era. Nos anos 30,
Homosexualismo e endocrinologia de Leonídio Ribero era o estudo mais comumente citado para explicar as diferenças biológicas entre os homens gays doentes e os homens heterossexuaies saudáveis, supostamente devido às diferenças endocrinológicas.

A partir de 1940, muitos dos homens que transavam com outros homens passaram a entender sua sexualidade a partir de uma lógica binária de genêro no qual o parceiro penetrado era a ‘bicha’ feminina e o penetrador, o ‘bofe’, o verdadeiro homen. Estudos sobre homosexualide masculina da época não reconhecem a diversidade dentro da comunidade, como a de pessoas como Madame Satã, que agia de maneira masculina mas gostava de ser uma “bicha passiva” nas relações sexuais.
Após a Segunda Guerra Mundial, houve um fluxo maciço de migrantes de outras partes do Brasil para o Rio de Janeiro e São Paulo. Nesse período, um novo termo 'entendido' foi usado por homens gays de classe média para definir alguém que não se encaixava nos papéis estritamente ativos ou passivos no sexo. No final dos anos 1950, José Fábio Barbosa da Silva, um jovem sociólogo de São Paulo, realizou uma pesquisa sobre a população mais ampla de homens gays, alegando que estudos anteriores podem ter sido tendenciosos devido ao entendimento da homossexualidade como uma doença e não como uma ocorrência natural. . Rio de Janeiro e São Paulo foram os primeiros a começar a lançar boletins caseiros com temática gay, como O Snob, que circulou no Rio de Janeiro na década de 1960 e focava exclusivamente na cultura e fofocas gays.
Festividades de Carnaval no Rio de Janeiro permitiam performadores Drag serem vistos pelo público através de fantasias e celebrações. Boates gay com performances drag se tornaram mais e mais comum nas maiores cidades do país, assim como prostituição travesti. Nos anos 1970, o Brasil viu a emergência de um visível movimento pelos direitos gays, com ativistas defendendo uma maior representação na mídia e leis que protegessem a comunidaed LGBT de discriminação. Um diálogo nacional sobre casamento cívil gay e violência social, assim como uma maior representação no Carnaval, Green argumenta, estabeleceram no Brasil um crescente movimento por reconhecimento de que as identidade homosexuais são tão válidas quanto suas contrapartes heterosexuais.
Em 2022, a Editora da UNESP publicou uma terceira versão expandida em Português do livro com um novo capítulo sobre o período entre os anos 80 e 2000.

## Recepção Crítica
- Crítica por Barbara Weinstein em The Americas Vol. 59 (2003): 444-447.[3]

"O estudo histórico de Green sobre relações sexuais entre homens no Brasil é genuinamente um trabalho pioneiro que merece essa designação não apenas por abordar um assunto relativametne inexplorado mas também pela maneira inovadora e audaciosa com a qual o autor aborda o tópico da homosexualidade no Brasil do séxulo 20.
- Crítica por Richard Parker em The American Historical Review Vol. 107 (2002): 261–262.[4]

"Green consegue fugir das perspectivas exageradamente simplificadas, oferecendo-nos insights sobre a luta por dignidade e reconhecimento em um contexto histórico e cultural caracterizado tanto por suas diferentes quanto por suas múltiplas formas de violência estrutural e opressão. Como todo encontro significativo com diferenças históricas e culturais, nós simultaneamente nos reconhecemos, ainda que de maneira sombria.”
- Crítica por Charles Klein no Canadian Journal of Latin American and Caribbean Studies 107 (2002): 261–262.[5]

"Green faz um excelente trabalho ao separar estereótipos populares (por exemplo, de que o Brasil é a terra da sexualidade liberada) e construções teóricas (sexualidades 'tradicionais' versus 'modernas') em sua discussão sobre os mundos de gênero/sexo no Brasil."
- Crítica por Susan Besse no Journal of Social History 35 (2001): 470-471.[6]

"Ao olhar para o Brasil sob novas lentes, Green expande nosso entendimento das várias maneiras pelas quais a cultura brasileira tolera (ou até mesmo abraça) diferenças sociais enquanto preserva as rígidas hierarquias e exclusões sociais que perpetuam os privilégios.

## Prêmios
Além do Carnaval ganhou o Prêmio de Melhor Livro do Conselho da Costa Pacífica para Esutdos da América Latina e o Prêmio da Fundação Literária Lambda e do Fundo Paulo Monette-Roger Horwitz.
A terceira edição em Português de Além do Carnaval: a homossexualidade masculina no Brasil do século XX recebeu o Prêmio Literário Cidadania em Respeito à Diversidadedos organizadores da Parada Gay de São Paulo Pride em 2001.